# 服部直彰
服部 直彰（はっとり なおあき、1899年（明治32年）9月 - 1949年（昭和24年）10月17日）は、日本の内務・警察官僚。官選高知県知事、陸軍司政長官、中国地方副総監。

## 経歴
熊本県鹿本郡大道村藤井（現山鹿市）出身。熊本県立鹿本中学校、第五高等学校を卒業。1922年11月、高等試験行政科試験に合格。1923年、東京帝国大学法学部を卒業。内務省に入省し千葉県属となる。
以後、大分県警察部勤務、山梨県警察部勤務、大阪府警察部勤務、京都府事務官、鹿児島県書記官・警察部長、警視庁保安部長、同刑事部長、福岡県総務部長、大阪府総務部長などを歴任。
1941年1月、高知県知事に就任。戦時体制の整備などに尽力。1942年7月7日、陸軍司政長官に発令され、同年8月1日、第25軍軍政監部付・タパヌリ州長官に就任し同年12月まで在任。1943年4月、マライ軍政監部内政部長に就任。1944年4月、西海岸州（州都パダン）長官に転任。1945年4月、陸軍省軍務局付となり帰国。同年6月、中国地方副総監に発令され、同年8月、原爆投下により左手首に火傷を負いながらも救援活動に尽力。妻マサは爆死している。同年10月、副総監を辞任。
その後、故郷に短期間滞在後、上京し再婚したが、司政長官時の戦犯容疑により拘留され裁判を受けた。訴因は「反日活動家を多く検挙、留置して虐待した部下の行為を容認した」というものである。刑期10年の判決を受けて服役中のところ、1949年10月にスマトラ島メダンのランイン収容所で病死した。

## 原爆投下時の状況

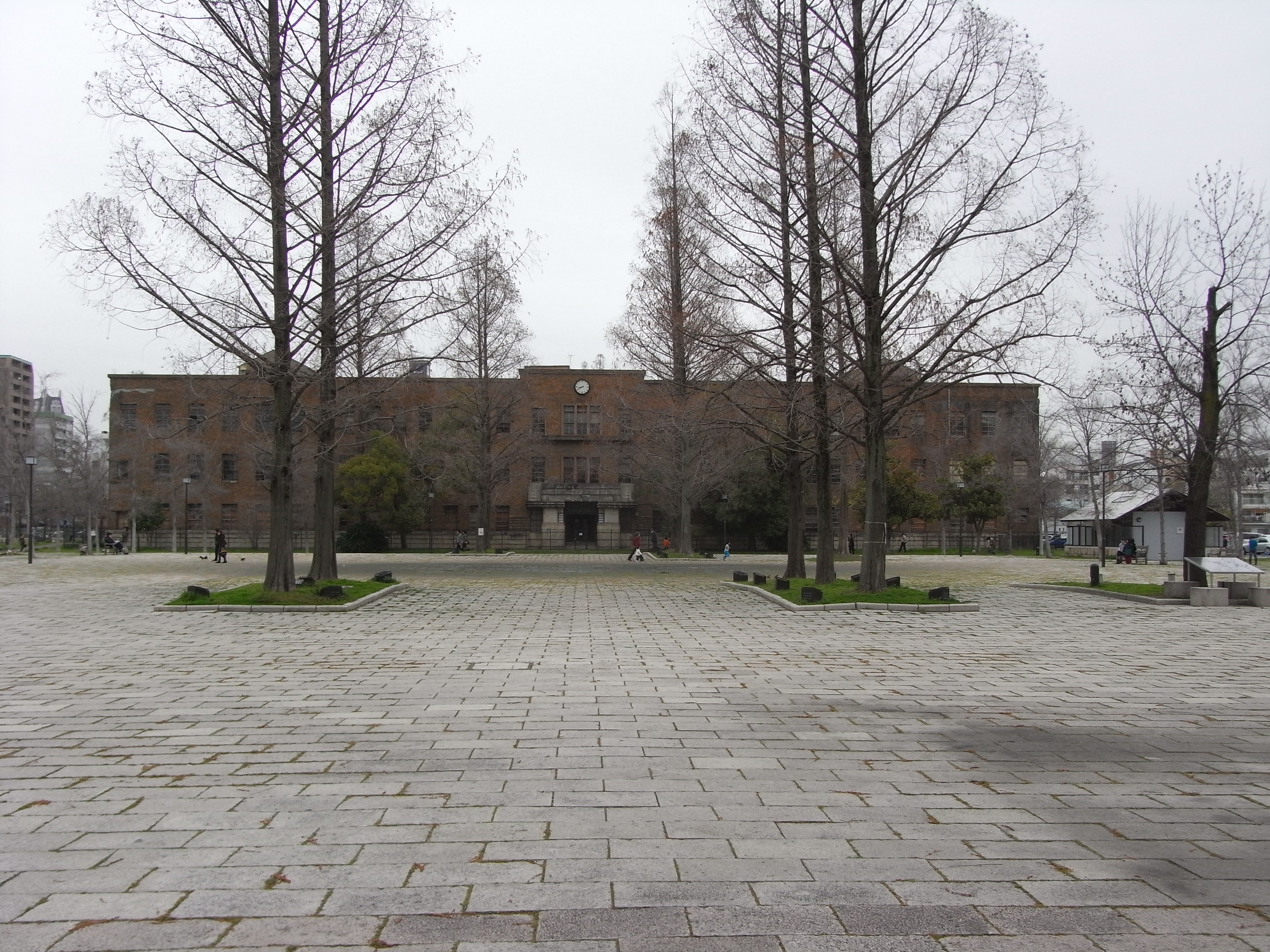
旧文理大本館。現広島大学旧理学部1号館（東千田公園）。

原爆投下時に広島文理科大学本館（のち広島大学理学部1号館）内にあった総監府庁舎内の副総監室で被爆した。とっさに机から身をよじったことで一命を取り留めた。服部は総監府庁舎から脱出し、二葉山の防空壕に移動した第二総軍司令部に到り、大塚惟精総監の死去と、総監府を始め市内行政機関の機能喪失を告げ、総軍に事態の収拾を委任した。当日の午後五時頃に戦災時の緊急避難先に指定されていた市内比治山下の多聞院に到着し「仮総監府」を設置。その後、高野源進広島県知事、石原虎好警察部長と協議を行い、高野知事に戦災処理を一任した。

## 編著
- 編『高知県軍事援護誌』服部直彰、1941年。